# Verordnung (EU) Nr. 649/2012
Die Verordnung (EU) Nr. 649/2012 des Europäischen Parlaments und des Rates vom 4. Juli 2012 über die Aus- und Einfuhr gefährlicher Chemikalien (PIC-Verordnung) regelt den Im- und Export bestimmter gefährlicher Chemikalien, die in der EU verboten sind oder strengen Beschränkungen unterliegen und dem Verfahren der vorherigen Zustimmung nach Inkenntnissetzung, dem Prior Informed Consent (PIC), unterliegen. Die betroffenen Chemikalien sind in den Anhängen I und  V der Verordnung gelistet. Bei Ausfuhr dieser Chemikalien muss der jeweilige Empfängerstaat vorab über die beabsichtigte Anlieferung informiert werden. Die PIC-Verordnung gilt seit dem 1. März 2014; die bisherige Verordnung (EG) Nr. 689/2008 wurde aufgehoben.
Die Europäische Chemikalienagentur (ECHA) ist für die aus dieser Verordnung resultierenden administrativen und technischen Aufgaben zuständig. In Deutschland ist die Bundesanstalt für Arbeitsschutz und Arbeitsmedizin (BAuA) nationale Anmeldestelle. Für die Kontrolle der Aus- und Einfuhr ist der Zoll zuständig.